# Rabbit Brown
Richard "Rabbit" Brown (nacido hacia 1880 y fallecido hacia 1937) fue un guitarrista y compositor de blues negro estadounidense. Su música se caracterizó por ser una mezcla de blues, canciones de música popular y baladas típicas. Grabó alrededor de seis discos para la compañía discográfica Victor Talking Machine Company el 11 de mayo de 1927. 

## Biografía
Rabbit Brown nació hacia 1880 en, o cerca de, Nueva Orleans. Pasó su juventud en Nueva Orleans Orleans trasladándose posteriormente a un distrito denominado the Battlefield; fue en este lugar donde determinadas situaciones inspiraron las canciones que compondría más adelante.
Rabbit Brown tocaba principalmente en clubes nocturnos y en las esquinas de las calles, desempeñando ocasionalmente el trabajo de remero en el lago Pontchartrain. Varias de sus canciones más famosas eran baladas típicas como "The Downfall of the Lion" y "Gyp the Blood", las cuales estaban basadas en situaciones reales acontecidas en Nueva Orleans. Estos temas nunca fueron grabados, conservándose únicamente una línea de una de las canciones. 
Las canciones que Brown grabó en 1927 han sido reeditadas de forma extensiva; su canción "James Alley Blues" se incluye en la recopilación "Anthology of American Folk Music" de Harry Everett Smith y ha sido interpretada por varios músicos modernos tales como Bob Dylan y Roger McGuinn. También fueron populares sus canciones típicas "versando sobre situaciones" como "Mystery of the Dunbar's Child" y "Sinking of the Titanic" (esta última canción contiene en sus letras un bello tributo al antiguo tema de música góspel "Nearer My God to Thee", quedando así patente la gran riqueza de su repertorio). 
Muy poco se conoce de la vida de Rabbit Brown a partir del año 1930 a excepción de su fallecimiento en 1937, probablemente en Nueva Orleans.
En 2003, se editó una aclamada antología de góspel acústico rural, "Goodbye, Babylon", la cual hizo que el público prestara atención a dos grabaciones realizadas por un cantante llamado Blind Willie Harris. Uno de estos temas, "Where He Leads Me I Will Follow", fue grabado en Nueva Orleans en 1929, y en la descripción que realizaron los autores del disco compacto se apuntaba a la similitud con la grabación de 1927 de Richard Rabbit Brown. Desde entonces, se ha abierto un debate entre los coleccionistas y estudiosos del góspel y del blues antiguo llegando al punto de afirmar que "Harris" sería el seudónimo de Brown. Es el oyente el que tendrá que decidir por sí mismo la veracidad de esta afirmación ya que no existe documentación que asocie a Blind Willie Harris con Richard Rabbit Brown. Por otro lado, y ya que ambos músicos son casi indistinguibles el uno de otro (ya sea por su técnica con la guitarra o por sus capacidades vocales), la discusión puede que no tenga sentido: básicamente, si una persona desea coleccionar las grabaciones de Richard Rabbit Brown también deseará coleccionar las grabaciones de Blind Willie Harris, independiente de quien fuera en realidad.